# Porrogszentkirály megállóhely
Porrogszentkirály megállóhely egy Somogy vármegyei vasúti megállóhely Porrogszentkirály településen, a MÁV üzemeltetésében. 
Külterületek közt helyezkedik el, a község lakott területétől körülbelül 2,5 kilométerre délnyugatra, a Gyékényes felé vezető 6808-as út vasúti keresztezése mellett.
2022. december 11-étől a vonatok nem állnak meg a megállóhelyen.

## Vasútvonalak
A megállóhelyet az alábbi vasútvonalak érintik:
- Dombóvár–Gyékényes-vasútvonal

## Kapcsolódó állomások
A megállóhelyhez az alábbi állomások vannak a legközelebb:
- Csurgó vasútállomás (Dombóvár–Gyékényes-vasútvonal)
- Gyékényes vasútállomás (Dombóvár–Gyékényes-vasútvonal)